# Mercedes Indacochea
Mercedes Indacochea Lozano (Huacho, 24 de octubre de 1889 - Lima, 24 de febrero de 1959) fue una educadora peruana. Su labor magisterial abarcó los distintos niveles de enseñanza desde primaria hasta superior. En 1956 el gobierno peruano le otorgó las Palmas Magisteriales. Es particularmente recordada en Tacna, donde fundó una Escuela Normal de Mujeres y ejerció como directora del Colegio Nacional de Mujeres. En su memoria, diversos colegios de Lima (Barranco), Tacna, Huacho y Huaraz llevan su nombre.

## Biografía
Hija de Manuel B. Indacochea, natural de Arequipa y de profesión farmacéutico; y de Sofía Lozano, natural de Lima. Fue la cuarta de siete hermanos. Sus primeros estudios los realizó en un colegio particular de Huacho. Luego, tras la muerte de su padre, se trasladó a Lima, donde terminó sus estudios. Tenía quince años de edad cuando obtuvo el título de preceptora auxiliar de segundo grado.
Ingresó a la Escuela Normal de San Pedro (de las madres del Sagrado Corazón), donde se tituló de preceptora normalista. Trabajó en diversos colegios de Lima, hasta que el 4 de mayo de 1923 fue nombrada directora de la Escuela Normal Mixta de Huancayo.
En 1930 fue comisionada a Chile por el Ministerio de Educación para visitar las principales escuelas y liceos de dicho país.
De regreso al Perú en 1933, fue destacada a la ciudad de Tacna, que acababa de retornar al seno de la patria tras cincuenta años de cautiverio. Allí fundó una Escuela Normal de Mujeres, la primera con la que contó dicha ciudad. Aunque era grado elemental, fue de gran valor para la mujer tacneña. Dicha escuela estaba anexa al Colegio Nacional de Mujeres, posteriormente bautizado como Francisco Antonio de Zela.
En 1941 fue nombrada miembro del Consejo Nacional de Educación, y en tal calidad, fue enviada a Bolivia con la misión de estudiar la organización de las escuelas normales de dicho país.
En 1949 regresó a Tacna, donde ejerció como directora del Colegio Nacional de Mujeres, cargo que ocupó hasta 1953, cuando se alejó definitivamente de dicha ciudad.
Regresó a Lima, donde asumió el cargo de directora del Colegio Nacional de Mujeres Elvira García y García. En 1956 pasó a la Gran Unidad Escolar Teresa González de Fanning, también de mujeres, cuya dirección ejerció hasta su muerte en 1959.
El gobierno peruano consideró su labor educativa como sobresaliente y en julio de 1956 le otorgó las Palmas Magisteriales, máximo galardón concedido a un maestro peruano.